# Tinchy Stryder

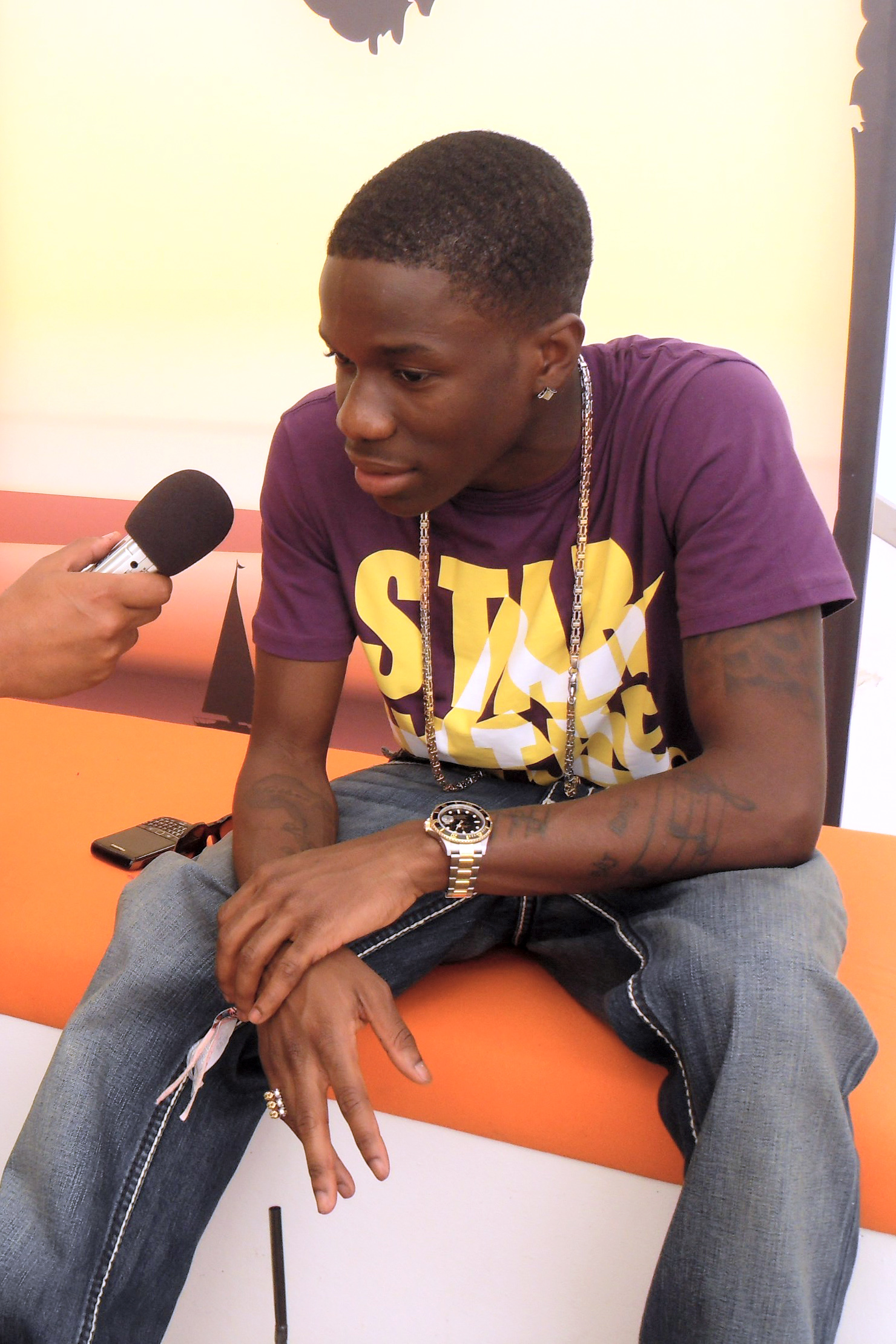
Tinchy Stryder (2010)

Tinchy Stryder (* 10. Juni 1987 in London; richtiger Name Kwasi Danquah) ist ein britischer Grime-Musiker.

## Werdegang
Tinchy Stryder ist ghanaischer Abstammung und wuchs in Bow im Londoner Eastend auf. Mit 16 Jahren trat er erstmals in der Grime-Szene in Erscheinung und wirkte 2003 auf der Ice Rink EP und im Jahr darauf auf der LP Treddin' on Thin Ice von Wiley, einer der Größen der Grime-Szene, mit. Weitere Auftritte bei The Streets und Lady Sovereign folgten.
2006 bekam er einen eigenen Plattenvertrag bei Takeover Entertainment und brachte seine ersten Mixtapes heraus, mit Underground hatte Tinchy Stryder einen ersten Solohit. Im Jahr darauf folgte sein erstes Album Star in the Hood und danach die EP Cloud 9. Im August 2008 hatte er mit der Single Stryderman einen ersten kleineren Charthit. Eine Zusammenarbeit mit Craig David auf dessen Single Where’s Your Love brachte ihn erneut in die Charts.
Der große Durchbruch gelang Stryder Anfang 2009. Seine Single Take Me Back zusammen mit Taio Cruz stieg in drei Chartwochen bis auf Platz 3 der UK-Charts und hielt sich 14 Wochen in den Top 40. Anfang April ging er als Vorgruppe mit den N-Dubz auf Tour. Daraus entstand in Zusammenarbeit der Titel Number 1. Als er am 20. April veröffentlicht wurde, stieg er auf Anhieb auf Platz eins der UK-Charts ein.
Keine vier Monate später konnte er dasselbe zusammen mit Amelle Berrabah von den Sugababes wiederholen. Ihre Zusammenarbeit übernahm Anfang August die Chartspitze.
Seit einiger Zeit vertreibt Tinchy Stryder auch online sein Modelabel Star in the Hood.
2014 nahm er an der 14. Staffel der britischen Fernsehshow I’m a Celebrity…Get Me Out of Here! teil.

## Diskografie

### Studioalben
| Jahr | Titel                 | Höchstplatzierung, Gesamtwochen, AuszeichnungChartsChartplatzierungen (Jahr, Titel, Platzierungen, Wochen, Auszeichnungen, Anmerkungen) | Anmerkungen                             |
| Jahr | Titel                 | UK | Anmerkungen                             |
| ---- | --------------------- | --- | --------------------------------------- |
| 2007 | Star in the Hood      | — | Erstveröffentlichung: 13. August 2007   |
| 2009 | Catch 22              | UK2 Gold · (25 Wo.)UK | Erstveröffentlichung: 17. August 2009   |
| 2010 | Third Strike          | UK48 (2 Wo.)UK | Erstveröffentlichung: 15. November 2010 |
| 2014 | 360° / The Cloud 9 LP | — | Erstveröffentlichung: 29. April 2016    |

### EPs
- 2008: Cloud 9 The EP
- 2009: Star in the Hood EP Vol. 1
- 2009: Star in the Hood EP Vol. 2
- 2010: III The EP
- 2011: The Wish List
- 2017: Private Life in Public
- 2019: Change

### Mixtapes
- 2006: I’m Back U Know
- 2006: Lost and Found
- 2010: Before the Storm

### Singles
| Jahr | Titel Album                     | Höchstplatzierung, Gesamtwochen, AuszeichnungChartsChartplatzierungen (Jahr, Titel, Album, Platzierungen, Wochen, Auszeichnungen, Anmerkungen) | Anmerkungen |
| Jahr | Titel Album                     | UK | Anmerkungen |
| ---- | ------------------------------- | --- | --- |
| 2008 | Stryderman Catch 22             | UK73 (3 Wo.)UK | Erstveröffentlichung: 20. Juli 2008                                                                            |
| 2008 | Where’s Your Love Greatest Hits | UK58 (2 Wo.)UK | Erstveröffentlichung: 10. November 2008 Craig David feat. Rita Ora & Tinchy Stryder                            |
| 2009 | Take Me Back Catch 22           | UK3 Gold · (21 Wo.)UK | Erstveröffentlichung: 19. Januar 2009 feat. Taio Cruz                                                          |
| 2009 | Number 1 Catch 22               | UK1 ×2Doppelplatin · (38 Wo.)UK | Erstveröffentlichung: 20. April 2009 mit N-Dubz                                                                |
| 2009 | Never Leave You –               | UK1 Gold · (14 Wo.)UK | Erstveröffentlichung: 2. August 2009 feat. Amelle                                                              |
| 2009 | You’re Not Alone Catch 22       | UK14 (11 Wo.)UK | Erstveröffentlichung: 26. Oktober 2009                                                                         |
| 2010 | Gangsta Third Strike            | UK67 (2 Wo.)UK | Erstveröffentlichung: 28. Mai 2010                                                                             |
| 2010 | In My System Third Strike       | UK10 (6 Wo.)UK | Erstveröffentlichung: 8. August 2010                                                                           |
| 2010 | Second Chance Third Strike      | UK22 (3 Wo.)UK | Erstveröffentlichung: 31. Oktober 2010 feat. Taio Cruz                                                         |
| 2010 | Game Over Third Strike          | UK22 Silber · (10 Wo.)UK | Erstveröffentlichung: 15. November 2010 feat. Professor Green, Example, Giggs, Devlin, Tinie Tempah & Chipmunk |
| 2011 | Let It Rain Third Strike        | UK14 (7 Wo.)UK | Erstveröffentlichung: 24. Januar 2011 feat. Melanie Fiona                                                      |
| 2011 | Bring It –                      | UK37 (6 Wo.)UK | Erstveröffentlichung: 20. Februar 2011 Jodie Connor feat. Tinchy Stryder                                       |
| 2011 | Spaceship –                     | UK5 Silber · (9 Wo.)UK | Erstveröffentlichung: 12. Juni 2011 feat. Dappy                                                                |
| 2011 | Off the Record –                | UK24 (2 Wo.)UK | Erstveröffentlichung: 4. November 2011 mit Calvin Harris & Burns                                               |
| 2012 | Bright Lights –                 | UK7 (5 Wo.)UK | Erstveröffentlichung: 2. März 2012 mit Pixie Lott                                                              |
| 2013 | Lights On The Ascent            | UK9 (7 Wo.)UK | Erstveröffentlichung: 7. Juni 2013 Wiley feat. Angel & Tinchy Stryder                                          |
| 2014 | To Me, To You (Bruv) –          | UK92 (1 Wo.)UK | Erstveröffentlichung: 23. Oktober 2014 mit Chuckle Brothers                                                    |

Weitere Singles
- 2003: Ice Rink (mit Wiley)
- 2003: Next Level (mit Wiley)
- 2005: Hoodie (Brucker & Sinden Remix) (mit Lady Sovereign)
- 2006: Underground
- 2007: Breakaway
- 2007: Something About Your Smile
- 2011: 2nd Chance (mit Cody Simpson)
- 2012: Help Me
- 2014: Misunderstood
- 2015: Imperfection (feat. Fuse ODG)